# نایت آول
نایت آول (به انگلیسی: Nite Owl) نام دو شخصیت خیالی ابرقهرمان در کتاب‌های کامیک آمریکایی منتشر شده توسط دی‌سی کامیکس است. شخصیت نایت آول توسط نویسنده آلن مور و طراح دِیو گیبنز خلق شده است که برای اولین بار در شمارهٔ ۱ مینی‌سریال واچ‌مِن (سپتامبر ۱۹۸۶) حضور پیدا کرد. این دو شخصیت به عنوان نسخهٔ اصلاح شده دو شخصیت اولیه بلو بیتل محسوب می‌شوند (جزئیات پس زمینه دومین نایت آول به منظور تقلید نقیضه‌ای کلارک کنت ایجاد شد) که برای انتشارات فاکس فیچر سیندیکت خلق شده بود و بعدها به چارلتون کامیکس فروخته شد.
پاتریک ویلسون و استیون مک‌هتی به ترتیب نقش دنیل درایبرگ و هالیس میسون را در فیلم نگهبانان (۲۰۰۹) به کارگردانی زک اسنایدر ایفا کرده است.